# Llista de sondes del sistema solar
Aquest article és una llista de totes les sondes espacials que han sortit de l'òrbita de la Terra (o es van posar en marxa amb aquesta intenció, però van fallar), organitzades per la seva destinació prevista. Inclou sondes planetàries, sondes solars, sondes a asteroides i cometes, però exclou les sondes lunars (esmentades per separat en Llista de sondes lunars i Llista de missions Apollo). Els sobrevols (com les assistències gravitatòries) que eren incidentals al propòsit principal de la missió, s'inclouen també. Els sobrevols de la Terra són esmentats per separat a Llista de sobrevols de la Terra. S'inclouen les futures sondes confirmades, però les missions que es troben encara en l'etapa conceptual, o que mai van avançar més enllà de l'etapa conceptual, no hi són.

## Llegenda
Colors:
| – Missió o sobrevol completat amb èxit (o parcialment amb èxit) |  | – Missió fallada o cancel·lada |  |
| – Missió en ruta o en curs (incloent-hi les missions ampliades) |  | – Missió programada            |  |
- † significa "temptativament identificat", segons la classificació de la NASA.[1] Es tracta de missions soviètiques de la Guerra Freda, en la seva majoria errors, de la qual hi ha pocs detalls o que no han estat oficialment llançades. La informació que conté pot ser especulativa.
- Data és la data de:

- encontre més proper (sobrevols)
- impacte (impactadors)
- inserció orbital al final de la missió, ja sigui planificada o prematura (orbitadores)
- aterrar al final de la missió, ja sigui planificada o prematura (mòduls de descens)
- llançament (missions que mai es van posar en marxa a causa d'un error durant o poc després del llançament)

En els casos que no encaixen en cap de les anteriors, s'indica la data que es refeix l'esdeveniment. Recordeu que com a resultat d'aquest esquema de missions no sempre apareixen en ordre de llançament.
- Alguns dels termes utilitzats sota Tipus:

- Sobrevol: La sonda vola per un cos astronòmic, però no l'òrbita
- Orbitador: Part d'una sonda que orbita al voltant d'un cos astronòmic
- Mòdul de descens: Part d'una sonda que ha de descendir a la superfície d'un cos astronòmic
- Astromòbil: Part d'una sonda que actua com un vehicle per desplaçar-se sobre la superfície sòlida d'un cos astronòmic
- Penetrador: Part d'una sonda que impacta en un cos astronòmic
- Sonda o globus atmosfèric: Part d'una sonda que descendeix o flota en l'atmosfera d'un cos astronòmic
- Recull de mostres: Part d'una sonda que torna cap a la Terra amb mostres físiques

- Sota Estat, en el cas dels sobrevols (com les assistències gravitatòries) que són incidentals a la principal missió, "reeixit" indica la finalització amb èxit del sobrevol, no necessàriament la de la missió principal.

## Sondes solars
Mentre que el Sol no és físicament explorable amb la tecnologia actual, les següents sondes d'observació solars han estat dissenyades i llançades per operar en òrbita heliocèntrica o en punts de Lagrange Terra–Sol – altres observatoris solars van ser col·locats en òrbita al voltant de la Terra i no s'inclouen en aquesta llista:

### 1960–1969
| Nau espacial | Nau espacial | Organització | Data                                             | Tipus     | Estat   | Notes | Imatge    | Ref       |
| ------------ | ------------ | ------------ | ------------------------------------------------ | --------- | ------- | --- | --------- | --------- |
| Pioneer 5    | Pioneer 5    | NASA/ DOD    | Març–abril de 1960                               | orbitador | reeixit | va mesurar el fenomen del camp magnètic, partícules d'erupcions solars, i ionització en la regió interplanetària       | Pioneer 5 | 1960-001A |
| Pioneer 6    | Pioneer 6    | NASA         | Desembre de 1965 – encara contactable al 2000    | orbitador | reeixit | Xarxa orbitadora solar de monitoratge de "clima espacial", observació del vent solar, raigs còsmics, i camps magnètics | Pioneer 6 | 1965-105A |
| Pioneer 7    | Pioneer 7    | NASA         | Agost de 1966 – encara contactable el 1995       | orbitador | reeixit | Xarxa orbitadora solar de monitoratge de "clima espacial", observació del vent solar, raigs còsmics, i camps magnètics | Pioneer 6 | 1966-075A |
| Pioneer 8    | Pioneer 8    | NASA         | Desembre de 1967 – encara contactable en el 2001 | orbitador | reeixit | Xarxa orbitadora solar de monitoratge de "clima espacial", observació del vent solar, raigs còsmics, i camps magnètics | Pioneer 6 | 1967-123A |
| Pioneer 9    | Pioneer 9    | NASA         | Novembre de 1968 – Maig de 1983                  | orbitador | reeixit | Xarxa orbitadora solar de monitoratge de "clima espacial", observació del vent solar, raigs còsmics, i camps magnètics | Pioneer 6 | 1968-100A |
| Pioneer-E    | Pioneer-E    | NASA         | 27 d'agost de 1969                               | orbitador | error   | Concebut com a part de la xarxa Pioneer 6–9; no va aconseguir arribar a l'òrbita                                       | Pioneer 6 | PIONE     |

### 1974–1997
| Nau espacial              | Nau espacial              | Organització | Data                                                 | Tipus     | Estat   | Notes | Imatge                   | Ref       |
| ------------------------- | ------------------------- | ------------ | ---------------------------------------------------- | --------- | ------- | --- | ------------------------ | --------- |
| Helios A                  | Helios A                  | NASA/ BWF    | Novembre de 1974 – 1982                              | orbitador | reeixit | Observacions del vent solar, camps magnètics i elèctrics, raigs còsmics i pols còsmica entre la Terra i el sol                                                                              | Helios A                 | 1974-097A |
| Helios B                  | Helios B                  | NASA/ BWF    | Gener de 1976 – 1985?                                | orbitador | reeixit | Observacions del vent solar, camps magnètics i elèctrics, raigs còsmics i pols còsmica entre la Terra i el sol                                                                              | Helios A                 | 1976-003A |
| ISEE-3                    | ISEE-3                    | NASA         | 1978–1982                                            | orbitador | reeixit | Va observar fenòmens solars en conjunció amb els orbitadors terrestres ISEE-1 i ISEE-2; posteriorment reanomenat International Cometary Explorer (ICE) i dirigit al Cometa Giacobini-Zinner | ISEE-3                   | 1976-003A |
| Ulysses (primera passada) | Ulysses (primera passada) | ESA/ NASA    | 1994                                                 | orbitador | reeixit | observacions sudpolars | Ulysses(primera passada) | 1990-090B |
| Ulysses (primera passada) | Ulysses (primera passada) | ESA/ NASA    | 1995                                                 | orbitador | reeixit | observacions nordpolars | Ulysses(primera passada) | 1990-090B |
| WIND                      | WIND                      | NASA         | Novembre de 1994 — encara activa l'octubre de 2016   | orbitador | reeixit | mesuraments de vent solar | WIND                     | 1994-071A |
| SOHO                      | SOHO                      | ESA/ NASA    | Maig de 1996 – missió prorrogada fins al 31 des 2016 | orbitador | reeixit | investigació del nucli del sol, la corona i el vent solar; descobriments de cometes |                          | 1995-065A |
| ACE                       | ACE                       | NASA         | Agost de 1997 – encara activa l'octubre de 2016      | orbitador | reeixit | observacions de vent solar | ACE                      | 1997-045A |

### 2000–present
| Nau espacial              | Nau espacial              | Organització | Data | Tipus                        | Estat               | Notes | Imatge                   | Ref       |
| ------------------------- | ------------------------- | ------------ | --- | ---------------------------- | ------------------- | --- | ------------------------ | --------- |
| Ulysses (segona passada)  | Ulysses (segona passada)  | ESA/ NASA    | 2000 | orbitador                    | reeixit             | observacions sudpolars | Ulysses(primera passada) | 1990-090B |
| Ulysses (segona passada)  | Ulysses (segona passada)  | ESA/ NASA    | 2001 | orbitador                    | reeixit             | observacions nordpolars | Ulysses(primera passada) | 1990-090B |
| Genesis                   | Genesis                   | NASA         | 2001–2004 | orbitador/ retorn de mostres | reeixit             | recull de mostres de vent solar; es va estavellar en el retorn a la Terra, es van recuperar dades                               | Genesis                  | 2001-034A |
| STEREO A                  | STEREO A                  | NASA         | Desembre de 2006 – encara activa (fins al setembre de 2016)                                                                          | orbitador                    | reeixit             | imatges estereoscòpiques de les ejeccions de massa coronal i altres fenòmens solars                                             | STEREO A                 | 2006-047A |
| STEREO B                  | STEREO B                  | NASA         | Desembre de 2006 – Octubre de 2014 Agost de 2016 – (es va perdre la comunicació entre l'1 d'octubre de 2014 i el 21 d'agost de 2016) | orbitador                    | reeixit             | imatges estereoscòpiques de les ejeccions de massa coronal i altres fenòmens solars                                             | STEREO A                 | 2006-047B |
| Ulysses (tercera passada) | Ulysses (tercera passada) | ESA/ NASA    | 2007 | orbitador                    | reeixit             | observacions sudpolars | Ulysses(primera passada) | 1990-090B |
| Ulysses (tercera passada) | Ulysses (tercera passada) | ESA/ NASA    | 2008 | orbitador                    | reeixit parcialment | observacions polars del nord; algunes dades retornades malgrat gairebé sense energia i amb la capacitat de transmissió limitada | Ulysses(primera passada) | 1990-090B |
| DSCOVR                    | DSCOVR                    | NOAA         | Febrer 2015 – | orbitador                    | reeixit             | control del vent solar i ejeccions de massa coronals, així com el clima terrestre                                               |                          | 2015-007A |

### Futur
| Nau espacial       | Nau espacial       | Organització | Data               | Tipus     | Estat     | Notes                                   | Imatge | Ref    |
| ------------------ | ------------------ | ------------ | ------------------ | --------- | --------- | --------------------------------------- | ------ | ------ |
| Solar Orbiter      | Solar Orbiter      | ESA          | Octubre de 2018    | orbitador | programat | física solar i heliosfèrica             |        | [ 10 ] |
| Parker Solar Probe | Parker Solar Probe | NASA         | 31 jul–19 ago 2018 | orbitador | programat | observacions coronals a curta distància |        | [ 12 ] |
| Intergelio-Zond    | Intergelio-Zond    | RKA          | 2026               | orbitador | programat | observacions coronals a curta distància |        | [ 13 ] |
| Aditya             | Aditya             | ISRO         | 2019–2020          | orbitador | programat | per estudiar la corona solar            |        | [ 15 ] |

## Sondes deMercuri
| Nau espacial                   | Nau espacial              | Organització | Data                                                                   | Tipus     | Estat       | Notes                                                                                              | Imatge     | Ref       |
| ------------------------------ | ------------------------- | ------------ | ---------------------------------------------------------------------- | --------- | ----------- | -------------------------------------------------------------------------------------------------- | ---------- | --------- |
| Mariner 10                     | Mariner 10                | NASA         | 29 de març de 1974                                                     | sobrevol  | reeixit     | distància mínima de 704 km                                                                         | Mariner 10 | 1973-085A |
| Mariner 10                     | Mariner 10                | NASA         | 21 de setembre de 1974                                                 | sobrevol  | reeixit     | 48,069 km                                                                                          | Mariner 10 | 1973-085A |
| Mariner 10                     | Mariner 10                | NASA         | 16 de març de 1975                                                     | sobrevol  | reeixit     | 327 km                                                                                             | Mariner 10 | 1973-085A |
| MESSENGER                      | MESSENGER                 | NASA         | 14 de gener de 2008                                                    | sobrevol  | reeixit     | distància mínima de 200 km                                                                         | MESSENGER  | 2004-030A |
| MESSENGER                      | MESSENGER                 | NASA         | 6 d'octubre de 2008                                                    | sobrevol  | reeixit     | distància mínima de 200 km                                                                         | MESSENGER  | 2004-030A |
| MESSENGER                      | MESSENGER                 | NASA         | 29 de setembre de 2009                                                 | sobrevol  | reeixit     | distància mínima de 228 km                                                                         | MESSENGER  | 2004-030A |
| MESSENGER                      | MESSENGER                 | NASA         | 18 març 2011 – 30 abril 2015                                           | orbitador | reeixit     | primera nau espacial en orbitar Mercuri; inevitable impacte en la superfície al final de la missió | MESSENGER  | 2004-030A |
| BepiColombo                    | BepiColombo               | ESA/ JAXA    | Abril 2018 (llançament) – 1 maig 2026 (final de la missió nominal)     |           |             | |            | BEPICLMBO |
|                                | Mercury Planetary Orbiter | ESA          | 18 des 2024 (inserció orbital) 27 mar 2025 (final de l'òrbita del MPO) | orbitador | en muntatge | |            | BEPICLMBO |
| Mercury Magnetospheric Orbiter | JAXA                      | 18 des 2024  | orbitador                                                              | proves    |             | |            | BEPICLMBO |

## Sondes deVenus

### 1961–1969
| Nau espacial  | Nau espacial  | Organització | Data                                    | Tipus                                | Estat   | Notes | Imatge    | Ref       |
| ------------- | ------------- | ------------ | --------------------------------------- | ------------------------------------ | ------- | --- | --------- | --------- |
| Spútnik 7     | Spútnik 7     | (URSS)       | 4 de febrer de 1961                     | mòdul de descens                     | error   | no va poder escapar de l'òrbita de la Terra                                                               |           | 1961-002A |
| Venera 1      | Venera 1      | (URSS)       | 19 de maig de 1961 – 20 de maig de 1961 | sobrevol                             | error   | contacte perdut 7 dies després del llançament; primera nau espacial en volar cap a un altre planeta       |           | 1961-003A |
| Mariner 1     | Mariner 1     | NASA         | 22 de juliol de 1962                    | sobrevol                             | error   | l'orientació va fallar poc després del llançament                                                         |           | MARIN1    |
| Spútnik 19    | Spútnik 19    | (URSS)       | 25 d'agost de 1962                      | mòdul de descens                     | error   | no va poder escapar de l'òrbita de la Terra                                                               |           | 1962-040A |
| Spútnik 20    | Spútnik 20    | (URSS)       | 1 de setembre de 1962                   | mòdul de descens                     | error   | no va poder escapar de l'òrbita de la Terra                                                               |           | 1962-043A |
| Spútnik 21    | Spútnik 21    | (URSS)       | 12 de setembre de 1962                  | sobrevol                             | error   | va explotar la 3a etapa                                                                                   |           | 1962-045A |
| Mariner 2     | Mariner 2     | NASA         | 14 December 1962                        | sobrevol                             | reeixit | primer sobrevol amb èxit de Venus; distància mínima de 34.773 km                                          | Mariner 2 | 1962-041A |
| Cosmos 21†    | Cosmos 21†    | (URSS)       | 11 de novembre de 1963                  | sobrevol?                            | error   | no va poder escapar de l'òrbita de la Terra                                                               |           | 1963-044A |
| Venera 1964A† | Venera 1964A† | (URSS)       | 19 feb 1964                             | sobrevol                             | error   | no va poder arribar a l'òrbita de la Terra                                                                |           | [ 16 ]    |
| Venera 1964B† | Venera 1964B† | (URSS)       | 1 de març de 1964                       | sobrevol                             | error   | no va poder arribar a l'òrbita de la Terra                                                                |           | [ 16 ]    |
| Cosmos 27     | Cosmos 27     | (URSS)       | 27 de març de 1964                      | sobrevol                             | error   | no va poder escapar de l'òrbita de la Terra                                                               |           | 1964-014A |
| Zond 1        | Zond 1        | (URSS)       | 1964                                    | sobrevol i possible mòdul de descens | error   | contacte perdut en ruta                                                                                   |           | 1964-016D |
| Cosmos 96     | Cosmos 96     | (URSS)       | 23 de novembre de 1965                  | mòdul de descens                     | error   | va explotar?                                                                                              |           | 1965-094A |
| Venera 1965A† | Venera 1965A† | (URSS)       | 26 de novembre de 1965                  | sobrevol                             | error   | error del vehicle de llançament?                                                                          |           | [ 16 ]    |
| Venera 2      | Venera 2      | (URSS)       | 27 de febrer de 1966                    | sobrevol                             | error   | va cessar d'operar en ruta                                                                                |           | 1965-091A |
| Venera 3      | Venera 3      | (URSS)       | 1 de març de 1966                       | mòdul de descens                     | error   | contacte perdut abans de l'arribada; primera nau espacial en impactar en la superfície d'un altre planeta |           | 1965-092A |
| Cosmos 167    | Cosmos 167    | (URSS)       | 17 de juny de 1967                      | mòdul de descens                     | error   | no va poder escapar de l'òrbita de la Terra                                                               |           | 1967-063A |
| Venera 4      | Venera 4      | (URSS)       | 18 d'octubre de 1967                    | sonda atmosfèrica                    | reeixit | va continuar transmitent a una altitud de 25 km                                                           |           | 1967-058A |
| Mariner 5     | Mariner 5     | NASA         | 19 d'octubre de 1967                    | sobrevol                             | reeixit | distància mínima de 5.000 km                                                                              | Mariner 5 | 1967-060A |
| Venera 5      | Venera 5      | (URSS)       | 16 de maig de 1969                      | sonda atmosfèrica                    | reeixit | va transmetre dades atmosfèriques durant 53 minuts, a una altitud sobre els 26 km                         |           | 1969-001A |
| Venera 6      | Venera 6      | (URSS)       | 17 de maig de 1969                      | sonda atmosfèrica                    | reeixit | va transmetre dades atmosfèriques durant 51 minuts, possiblement a una altitud sobre els 10–12 km         |           | 1969-002A |

### 1970–1978
| Nau espacial             | Nau espacial             | Organització     | Data                         | Tipus                                                                                       | Estat                                                                                     | Notes | Imatge                   | Ref       |
| ------------------------ | ------------------------ | ---------------- | ---------------------------- | ------------------------------------------------------------------------------------------- | ----------------------------------------------------------------------------------------- | --- | ------------------------ | --------- |
| Cosmos 359               | Cosmos 359               | (URSS)           | 22 d'agost de 1970           | mòdul de descens?                                                                           | error                                                                                     | no va poder escapar de l'òrbita de la Terra                                                                                                  |                          | 1970-065A |
| Venera 7                 | Venera 7                 | (URSS)           | 15 de desembre de 1970       | mòdul de descens                                                                            | reeixit                                                                                   | primer aterratge amb èxit en un altre planeta; es van rebre dades de la superfície durant 23 minuts                                          |                          | 1970-060A |
| Cosmos 482               | Cosmos 482               | (URSS)           | 31 de març de 1972           | mòdul de descens?                                                                           | error                                                                                     | no va poder escapar de l'òrbita de la Terra                                                                                                  |                          | 1972-023A |
| Venera 8                 | Venera 8                 | (URSS)           | 22 de juliol de 1972         | mòdul de descens                                                                            | reeixit                                                                                   | es van rebre dades de la superfície durant 50 minuts                                                                                         |                          | 1972-021A |
| Mariner 10               | Mariner 10               | NASA             | 5 de febrer de 1974          | sobrevol                                                                                    | reeixit                                                                                   | distància mínima de 5768 km, en ruta a Mercuri; primer ús de l'assistència gravitatòria per una nau espacial interplanetària                 | Mariner 10               | 1973-085A |
| Venera 9                 | Venera 9                 | (URSS)           | 1975                         | orbitador                                                                                   | reeixit                                                                                   | primera nau espacial en orbitar Venus; transmissor de comunicacions pel mòdul de descens; estudis atmosfèrics i magnètics                    |                          | 1975-050A |
| Venera 9                 | Venera 9                 | (URSS)           | 22 d'octubre de 1975         | mòdul de descens                                                                            | reeixit                                                                                   | primeres imatges de la superfície; va operar-hi durant 53 minuts                                                                             |                          | 1975-050D |
| Venera 10                | Venera 10                | (URSS)           | 1975                         | orbitador                                                                                   | reeixit                                                                                   | transmissor de comunicacions pel mòdul de descens; estudis atmosfèrics i magnètics                                                           |                          | 1975-054A |
| Venera 10                | Venera 10                | (URSS)           | 23 octubre 1975              | mòdul de descens                                                                            | reeixit                                                                                   | va transmetre des de la superfície durant 65 minuts                                                                                          |                          | 1975-054D |
| Pioneer Venus Orbiter    | Pioneer Venus Orbiter    | NASA             | 4 de desembre de 1978 – 1992 | orbitador                                                                                   | reeixit                                                                                   | estudis atmosfèrics i magnètics | Pioneer Venus Orbiter    | 1978-051A |
| Multisonda Pioneer Venus | Multisonda Pioneer Venus | NASA             | 9 de desembre de 1978        |                                                                                             |                                                                                           | | Multisonda Pioneer Venus |           |
|                          | bus                      |                  |                              | transportador de sonda                                                                      | reeixit                                                                                   | va desplegar les quatre sondes atmosfèriques, després va ser cremat en l'atmosfera venusiana, continuant transmitent a una altitud de 110 km |                          | 1978-078A |
| sonda gran               |                          |                  | sonda atmosfèrica            | reeixit                                                                                     |                                                                                           | | 1978-078D                |           |
| sonda nord               |                          |                  | sonda atmosfèrica            | reeixit                                                                                     |                                                                                           | | 1978-078E                |           |
| sonda diürna             |                          |                  | sonda atmosfèrica            | reeixit                                                                                     | va sobreviure a l'impacte i va continuar transmitent des de la superfície durant una hora | 1978-078G |                          |           |
| sonda nocturna           |                          |                  | sonda atmosfèrica            | reeixit                                                                                     |                                                                                           | 1978-078F |                          |           |
| Venera 12                | Venera 12                | SAS              |                              |                                                                                             |                                                                                           | |                          |           |
|                          | plataforma de vol        |                  | 21 de desembre de 1978       | sobrevol                                                                                    | reeixit                                                                                   | distància mínima de 34.000 km; va desplegar el mòdul de descens i llavors va actuar com a transmissor de comunicacions                       |                          | 1978-086A |
| nau de descens           | 21 de desembre de 1978   | mòdul de descens | èxit parcial                 | aterratge suau; es van rebre transmissions durant 110 minuts; van fallar alguns instruments |                                                                                           | 1978-086C |                          |           |
| Venera 11                | Venera 11                | SAS              |                              |                                                                                             |                                                                                           | idèntica al Venera 12 |                          |           |
|                          | plataforma de vol        |                  | 25 de desembre de 1978       | sobrevol                                                                                    | reeixit                                                                                   | distància mínima 34,000 km; va desplegar el mòdul de descens i llavors es va utilitzar com a transmissor de comunicacions                    |                          | 1978-084A |
| nau de descens           | 25 de desembre de 1978   | mòdul de descens | èxit parcial                 | aterratge suau; es van rebre transmissions durant 95 minuts; van fallar alguns instruments  |                                                                                           | 1978-084D |                          |           |

### 1982–1999
| Nau espacial     | Nau espacial | Organització      | Data                                      | Tipus             | Estat                                            | Notes                                                                                         | Imatge    | Ref       |
| ---------------- | ------------ | ----------------- | ----------------------------------------- | ----------------- | ------------------------------------------------ | --------------------------------------------------------------------------------------------- | --------- | --------- |
| Venera 13        | Venera 13    | SAS               |                                           |                   |                                                  |                                                                                               |           |           |
|                  | bus          |                   | 1 de març de 1982                         | sobrevol          | reeixit                                          | va desplegar el mòdul de descens i llavors es va utilitzar com a transmissor de comunicacions |           | 1981-106A |
| mòdul de descens |              | 1 de març de 1982 | mòdul de descens                          | reeixit           | va sobreviure en la superfície durant 127 minuts | 1981-106D                                                                                     |           |           |
| Venera 14        | Venera 14    | SAS               |                                           |                   |                                                  | idèntic a Venera 13                                                                           |           |           |
|                  | bus          |                   | 5 de març de 1982                         | sobrevol          | reeixit                                          | va desplegar el mòdul de descens i llavors es va utilitzar com a transmissor de comunicacions |           | 1981-110A |
| mòdul de descens |              | 5 de març de 1982 | mòdul de descens                          | reeixit           | va sobreviure en la superfície durant 57 minuts  | 1981-110D                                                                                     |           |           |
| Venera 15        | Venera 15    | SAS               | 1983–1984                                 | orbitador         | reeixit                                          | cartografia per radar                                                                         |           | 1983-053A |
| Venera 16        | Venera 16    | SAS               | 1983–1984                                 | orbitador         | reeixit                                          | cartografia per radar; idèntic al Venera 15                                                   |           | 1983-054A |
| Vega 1           | Vega 1       | SAS               | 11 de juny de 1985                        | sobrevol          | reeixit                                          | va sobrevolar el cometa Halley                                                                |           | 1984-125A |
| Vega 1           | Vega 1       | SAS               | 11 de juny de 1985                        | mòdul de descens  | error                                            | instruments desplegats abans d'hora                                                           | 1984-125E |           |
| Vega 1           | Vega 1       | SAS               | 11 de juny de 1985                        | globus atmosfèric | reeixit                                          | va flotar a una altitud sobre els 54 km i va transmetre durant 46 hores                       |           | 1984-125F |
| Vega 2           | Vega 2       | SAS               | 15 de juny de 1985                        | sobrevol          | reeixit                                          | va sobrevolar el cometa Halley                                                                |           | 1984-128A |
| Vega 2           | Vega 2       | SAS               | 15 de juny de 1985                        | mòdul de descens  | reeixit                                          | va transmetre des de la superfície durant 56 minuts                                           | 1984-128E |           |
| Vega 2           | Vega 2       | SAS               | 15 de juny de 1985                        | globus atmosfèric | reeixit                                          | va flotar a una altitud sobre els 54 km i va transmetre durant 46 hores                       |           | 1984-128F |
| Galileo          | Galileo      | NASA              | 10 de febrer de 1990                      | sobrevol          | reeixit                                          | assistència gravitatòria en ruta a Júpiter; distància mínima de 16.000 km                     | Galileo   | [ 17 ]    |
| Magellan         | Magellan     | NASA              | 10 d'agost de 1990 – 12 d'octubre de 1994 | orbitador         | reeixit                                          | cartografia de radar global                                                                   | Magellan  | 1989-033B |
| Cassini          | Cassini      | NASA/ ESA/ ASI    | 26 abr 1998                               | sobrevol          | reeixit                                          | assistència gravitatòria en ruta cap a Saturn                                                 | Cassini   | 1997-061A |
| Cassini          | Cassini      | NASA/ ESA/ ASI    | 24 jun 1999                               | sobrevol          | reeixit                                          | assistència gravitatòria en ruta cap a Saturn                                                 | Cassini   | 1997-061A |

### 2006–present
| Nau espacial        | Nau espacial        | Organització | Data                                                           | Tipus     | Estat   | Notes | Imatge        | Ref       |
| ------------------- | ------------------- | ------------ | -------------------------------------------------------------- | --------- | ------- | --- | ------------- | --------- |
| Venus Express       | Venus Express       | ESA          | 11 d'abril de 2006 – 18 gen 2015                               | orbitador | reeixit | estudis atmosfèrics; imatgeria planetària; observacions magnètiques                                                               | Venus Express | 2005-045A |
| MESSENGER           | MESSENGER           | NASA         | 24 d'octubre de 2006                                           | sobrevol  | reeixit | només assistència gravitatòria; distància mínima 2990 km                                                                          | MESSENGER     | 2004-030A |
| MESSENGER           | MESSENGER           | NASA         | 6 de juny de 2007                                              | sobrevol  | reeixit | distància mínima 300 km; en ruta a Mercuri                                                                                        | MESSENGER     | 2004-030A |
| Akatsuki (PLANET-C) | Akatsuki (PLANET-C) | JAXA         | 6 des 2010 (sobrevol de Venus) 7 des 2015 (inserció orbital) – | orbitador | reeixit | no va aconseguir arribar a l'òrbita de Venus el 2010; però ho va aconseguir el 2015 missió científica en curs des de maig de 2016 |               | 2010-020D |
| IKAROS              | IKAROS              | JAXA         | 8 de desembre de 2010                                          | sobrevol  | reeixit | desenvolupament de la tecnologia vela solar / exploració espacial interplanetària                                                 | IKAROS        | 2010-020E |
| Shin'en (UNITEC-1)  | Shin'en (UNITEC-1)  | UNISEC       | Desembre 2010?                                                 | sobrevol  | error   | contacte perdut poc després del llançament                                                                                        |               | 2010-020F |

### Futur
| Nau espacial               | Nau espacial               | Organització | Data       | Tipus                      | Estat    | Notes | Imatge                 | Ref           |
| -------------------------- | -------------------------- | ------------ | ---------- | -------------------------- | -------- | ----- | ---------------------- | ------------- |
| ISRO Venus orbiter mission | ISRO Venus orbiter mission | ISRO         | 2017–2020? | orbitador + globus         | proposat |       |                        | [ 25 ] [ 26 ] |
| Venus In-Situ Explorer     | Venus In-Situ Explorer     | NASA         | 2024       | mòdul de descens o aeronau | proposat |       | Venus In-Situ Explorer | [ 27 ]        |
| Venera-D                   | Venera-D                   | RKA          | 2025       | orbitador                  | proposat |       |                        | [ 28 ]        |

## Sondeslunars
Vegeu Llista de sondes lunars

## Sondes de Mart

### 1960–1969
| Nau espacial | Nau espacial | Organització | Data                                | Tipus            | Estat   | Notes                                                                                     | Imatge    | Ref       |
| ------------ | ------------ | ------------ | ----------------------------------- | ---------------- | ------- | ----------------------------------------------------------------------------------------- | --------- | --------- |
| Mars 1960A   | Mars 1960A   | URSS         | 10 d'octubre de 1960                | sobrevol         | error   | no va poder arribar a l'òrbita de la Terra                                                |           | MARSNK1   |
| Mars 1960B   | Mars 1960B   | URSS         | 14 d'octubre de 1960                | sobrevol         | error   | no va poder arribar a l'òrbita de la Terra                                                |           | MARSNK2   |
| Mars 1962A   | Mars 1962A   | URSS         | 24 d'octubre de 1962                | sobrevol         | error   | va explotar dins o en camí a l'òrbita terrestre                                           |           | 1962-057A |
| Mars 1962B   | Mars 1962B   | URSS         | 11 de novembre de 1962 (llançament) | mòdul de descens | error   | es va trencar durant la transferència de la trajectòria de Mart                           |           | 1962-062A |
| Mars 1       | Mars 1       | URSS         | 19 de juny de 1963                  | sobrevol         | error   | contacte perdut en ruta; va volar a aproximadament 193.000 km de Mart                     |           | 1962-061A |
| Mariner 3    | Mariner 3    | NASA         | 5 de novembre de 1964               | sobrevol         | error   | l'escut protector no es va expulsar, impedint a la nau aconseguir la trajectòria correcte | Mariner 3 | 1964-073A |
| Zond 2       | Zond 2       | URSS         | 6 d'agost de 1965                   | sobrevol         | error   | contacte perdut en el camí, va volar a 1.500 km de Mart                                   |           | 1964-078C |
| Mariner 4    | Mariner 4    | NASA         | 15 de juliol de 1965                | sobrevol         | reeixit | primeres imatges properes de Mart                                                         | Mariner 3 | 1964-077A |
| Mariner 6    | Mariner 6    | NASA         | 31 de juliol de 1969                | sobrevol         | reeixit |                                                                                           | Mariner 6 | 1969-014A |
| Mariner 7    | Mariner 7    | NASA         | 5 d'agost de 1969                   | sobrevol         | reeixit |                                                                                           | Mariner 6 | 1969-030A |
| Mars 1969A   | Mars 1969A   | URSS         | 27 de març de 1969                  | orbitador        | error   | error de llançament                                                                       |           | MARS69A   |
| Mars 1969B   | Mars 1969B   | URSS         | 2 d'abril de 1969                   | orbitador        | error   | error de llançament                                                                       |           | MARS69B   |

### 1971–1976
| Nau espacial     | Nau espacial     | Organització | Data                                          | Tipus                                       | Estat        | Notes | Imatge        | Ref       |
| ---------------- | ---------------- | ------------ | --------------------------------------------- | ------------------------------------------- | ------------ | --- | ------------- | --------- |
| Mariner 8        | Mariner 8        | NASA         | 9 de maig de 1971                             | orbitador                                   | error        | error del vehicle de llançament                                                                                        | Mariner 8     | MARINH    |
| Cosmos 419       | Cosmos 419       | URSS         | 10 mai 1971 (llançament)                      | orbitador                                   | error        | va fallar en escapar l'òrbita terrestre                                                                                |               | 1971-042A |
| Mariner 9        | Mariner 9        | NASA         | 14 de novembre de 1971                        | orbitador                                   | reeixit      | primera nau espacial en orbitar un altre planeta                                                                       | Mariner 8     | 1971-051A |
| Mars 2           | Mars 2           | URSS         | Novembre de 1971 – Agost de 1972              | orbitador                                   | reeixit      | primera nau espacial russa en orbitar un altre planeta                                                                 |               | 1971-045A |
|                  | Mars 2 Lander    | URSS         | 27 de novembre de 1971                        | mòdul de descens i astromòbil de curt abast | error        | estavellat; primer objecte fet per l'home en arribar a la superfície de Mart                                           |               | 1971-045D |
| Mars 3           | Mars 3           | URSS         | Desembre de 1971 – Agost de 1972              | orbitador                                   | èxit parcial | va assolir una òrbita diferent a la prevista a causa de la insuficiència de combustible                                |               | 1971-049A |
|                  | Mars 3 Lander    | URSS         | 2 de desembre de 1971                         | mòdul de descens i astromòbil de curt abast | error        | contacte perdut als 110 segons després d'aterratge suau                                                                |               | 1971-049F |
| Mars 4           | Mars 4           | URSS         | 10 de febrer de 1974                          | orbitador                                   | error        | la inserció en òrbita va fracassar, es va convertir en sobrevol                                                        |               | 1973-047A |
| Mars 5           | Mars 5           | URSS         | Febrer del 1974                               | orbitador                                   | reeixit      | |               | 1973-049A |
| Mars 6           | Mars 6           | URSS         | 12 de març de 1974                            | sobrevol                                    | reeixit      | |               | 1973-052A |
|                  | Mars 6 Lander    | URSS         | 12 de març de 1974                            | mòdul de descens                            | error        | contacte perdut als 148 segons després de l'obertura del paracaigudes (es van rebre 224 segons de dades atmosfèriques) |               | 1973-052A |
| Mars 7           | Mars 7           | URSS         | 9 de març de 1974                             | sobrevol                                    | reeixit      | |               | 1973-053A |
|                  | Mars 7 Lander    | URSS         | 9 de març de 1974                             | mòdul de descens                            | error        | va perdre Mart |               | 1973-053A |
| Viking 1 Orbiter | Viking 1 Orbiter | NASA         | Juny del 1976 – Agost del 1980                | orbitador                                   | reeixit      | |               | 1975-075A |
|                  | Viking 1 Lander  | NASA         | 20 de juliol de 1976 – 13 de novembre de 1982 | mòdul de descens                            | reeixit      | primeres imatges de la superfície                                                                                      | Viking Lander | 1975-075C |
| Viking 2 Orbiter | Viking 2 Orbiter | NASA         | Agost de 1976 – Juliol de 1978                | orbitador                                   | reeixit      | |               | 1975-083A |
|                  | Viking 2 Lander  | NASA         | 3 de setembre de 1976 – 11 d'abril de 1980    | mòdul de descens                            | reeixit      | | Viking Lander | 1975-083C |

### 1988–1999
| Nau espacial         | Nau espacial            | Organització | Data                                           | Tipus            | Estat        | Notes | Imatge                       | Ref       |
| -------------------- | ----------------------- | ------------ | ---------------------------------------------- | ---------------- | ------------ | --- | ---------------------------- | --------- |
| Phobos 1             | Phobos 1                | URSS         | 7 de juliol de 1988 (llançament)               | orbitador        | error        | va perdre contacte en el camí a Mart | Phobos 1                     | 1988-058A |
| Phobos 2             | Phobos 2                | URSS         | 29 de gener de 1989 – 27 de març de 1989       | orbitador        | èxit parcial | va arribar a l'òrbita de Mart, però es va perdre el contacte poc abans de la fase d'aproximació a Phobos i el desplegament dels mòduls de descens al satèl·lit | Phobos 1                     | 1988-059A |
| Mars Observer        | Mars Observer           | NASA         | 25 de setembre de 1992 (llançament)            | orbitador        | error        | contacte perdut poc abans de la inserció en òrbita marciana |                              | 1992-063A |
| Mars 96              | Mars 96                 | RKA          | 16 de novembre de 1996 (llançament)            | orbitador        | error        | no va poder escapar de l'òrbita de la Terra |                              | 1996-064A |
| Mars 96              | Mars 96                 | RKA          | 16 de novembre de 1996 (llançament)            | mòdul de descens | error        | no va poder escapar de l'òrbita de la Terra | Mòdul de descens del Mars 96 | MARS96B   |
| Mars 96              | Mars 96                 | RKA          | 16 de novembre de 1996 (llançament)            | mòdul de descens | error        | no va poder escapar de l'òrbita de la Terra | Mòdul de descens del Mars 96 | MARS96C   |
| Mars 96              | Mars 96                 | RKA          | 16 de novembre de 1996 (llançament)            | penetrador       | error        | no va poder escapar de l'òrbita de la Terra | Penetrador de la Mars 96     | MARS96D   |
| Mars 96              | Mars 96                 | RKA          | 16 de novembre de 1996 (llançament)            | penetrador       | error        | no va poder escapar de l'òrbita de la Terra | Penetrador de la Mars 96     | MARS96E   |
| Mars Pathfinder      | Mars Pathfinder         | NASA         | 4 de juliol de 1997 – 27 de setembre de 1997   | mòdul de descens | reeixit      | |                              | 1996-068A |
|                      | Sojourner               | NASA         | 6 de juliol de 1997 – 27 de setembre de 1997   | astromòbil       | reeixit      | primer Mars rover | Sojourner                    | MESURPR   |
| Mars Global Surveyor | Mars Global Surveyor    | NASA         | 12 de setembre de 1997 – 2 de novembre de 2006 | orbitador        | reeixit      | | Mars Global Surveyor         | 1996-062A |
| Mars Climate Orbiter | Mars Climate Orbiter    | NASA         | 23 de setembre de 1999                         | orbitador        | error        | Inserció en l'òrbita de Mart va fallar a causa d'un error de navegació                                                                                         | Mars Climate Orbiter         | 1998-073A |
| Mars Polar Lander    | Mars Polar Lander       | NASA         | 3 de desembre de 1999                          | mòdul de descens | error        | contacte perdut just abans d'entrar en l'atmosfera marciana | Mars Polar Lander            | 1999-001A |
|                      | Deep Space 2 "Amundsen" | NASA         | 3 de desembre de 1999                          | penetrador       | error        | contacte perdut just abans d'entrar en l'atmosfera marciana | Deep Space 2                 | DEEPSP2   |
|                      | Deep Space 2 "Scott"    | NASA         | 3 de desembre de 1999                          | penetrador       | error        | contacte perdut just abans d'entrar en l'atmosfera marciana | Deep Space 2                 | DEEPSP2   |

### 2001–2009
| Nau espacial                | Nau espacial                | Organització | Data                                        | Tipus            | Estat   | Notes | Imatge                      | Ref       |
| --------------------------- | --------------------------- | ------------ | ------------------------------------------- | ---------------- | ------- | --- | --------------------------- | --------- |
| 2001 Mars Odyssey           | 2001 Mars Odyssey           | NASA         | 24 d'octubre de 2001 –                      | orbitador        | reeixit | estudiar el clima i la geologia; transmissor de comunicacions pels rovers Spirit i Opportunity                                             | 2001 Mars Odyssey           | 2001-014A |
| Nozomi                      | Nozomi                      | ISAS         | 14 de desembre 2003                         | orbitador        | error   | no va aconseguir arribar a l'òrbita de Mart, es va convertir en sobrevol                                                                   |                             | 1998-041A |
| Mars Express                | Mars Express                | ESA          | 25 de desembre de 2003 –                    | orbitador        | reeixit | imatgeria de la superfície; primera sonda europea en òrbita marciana                                                                       | Mars Express                | 2003-022A |
|                             | Beagle 2                    | UK           | 25 de desembre de 2003                      | mòdul de descens | error   | el contacte mai es va establir després de l'intent d'aterratge                                                                             | Beagle 2                    | 2003-022C |
| MER-A "Spirit"              | MER-A "Spirit"              | NASA         | 4 de gener de 2004 – 22 de març de 2010     | astromòbil       | reeixit | es va encallar el maig de 2009; llavors va funcionar com una estació científica estàtica fins que el contacte es va perdre el març de 2010 | MER-A "Spirit"              | 2003-027A |
| MER-B "Opportunity"         | MER-B "Opportunity"         | NASA         | 25 de gener de 2004 –                       | astromòbil       | reeixit | | MER-A "Spirit"              | 2003-032A |
| Mars Reconnaissance Orbiter | Mars Reconnaissance Orbiter | NASA         | 10 de març de 2006 –                        | orbitador        | reeixit | imatgeria de superfície i sondeigs | Mars Reconnaissance Orbiter | 2005-029A |
| Rosetta                     | Rosetta                     | ESA          | 25 de febrer de 2007                        | sobrevol         | reeixit | assistència gravitatòria en el camí a encontres d'asteroides i cometes                                                                     | Rosetta(primera passada)    | 2004-006A |
| Phoenix                     | Phoenix                     | NASA         | 25 de maig de 2008 – 10 de novembre de 2008 | mòdul de descens | reeixit | recol·lecció de mostres de sòl prop del pol nord a la recerca d'aigua i investigar la història geològica de Mart i el potencial biològic   | Phoenix                     | 2007-034A |
| Dawn                        | Dawn                        | NASA         | 17 de febrer de 2009                        | sobrevol         | reeixit | assistència gravitatòria en ruta cap a Vesta i Ceres                                                                                       | Dawn                        | 2007-043A |

### 2011–present
| Nau espacial                             | Nau espacial                             | Organització | Data                               | Tipus            | Estat                 | Notes | Imatge        | Ref       |
| ---------------------------------------- | ---------------------------------------- | ------------ | ---------------------------------- | ---------------- | --------------------- | --- | ------------- | --------- |
| Yinghuo-1                                | Yinghuo-1                                | CNSA         | 8 de novembre de 2011 (llançament) | orbitador        | error                 | no va poder escapar de l'òrbita de la Terra; es va llançar amb el mòdul de descens a Fobos, el Fobos-Grunt |               | YINGHUO-1 |
| MSL Curiosity                            | MSL Curiosity                            | NASA         | 6 d'agost de 2012 –                | astromòbil       | en operació           | investigació de l'habitabilitat passada i present, el clima i la geologia                                  | MSL Curiosity | 2011-070A |
| Mars Orbiter Mission                     | Mars Orbiter Mission                     | ISRO         | 24 set 2014 –                      | orbitador        | reeixit               | desenvolupament de la tecnologia; estudi de l'atmosfera; cartografia mineralògica.                         |               | 2013-060A |
| MAVEN                                    | MAVEN                                    | NASA         | 25 set 2014 –                      | orbitador        | reeixit               | estudi de l'atmosfera de Mart                                                                              |               | 2013-063A |
| ExoMars Trace Gas Orbiter (ExoMars 2016) | ExoMars Trace Gas Orbiter (ExoMars 2016) | ESA/ RKA     | 19 oct 2016 –                      | orbitador        | en òrbita             | anàlisi del gas atmosfèric; retransmissió de comunicacions per a sondes de superfície                      |               | 2016-017A |
|                                          | Schiaparelli EDM lander                  | ESA          | 19 oct 2016                        | mòdul de descens | estavellat en aterrar | prova d'aterratge, observació meteorològica                                                                |               | 2016-017A |

### Futur
| Nau espacial               | Nau espacial               | Organització  | Data       | Tipus                                                        | Estat     | Notes                                                             | Imatge | Ref           |
| -------------------------- | -------------------------- | ------------- | ---------- | ------------------------------------------------------------ | --------- | ----------------------------------------------------------------- | ------ | ------------- |
| InSight                    | InSight                    | NASA          | 5 mai 2018 | mòdul de descens                                             | programat | Data de llançament retardada des del 2016 per fuita en instrument |        | [ 37 ]        |
| ExoMars rover              | ExoMars rover              | ESA / RKA     | 2020       | astromòbil                                                   | programat |                                                                   |        | [ 38 ]        |
| Mars 2020                  | Mars 2020                  | NASA          | 2020       | astromòbil                                                   | programat |                                                                   |        | [ 39 ]        |
| Red Dragon                 | Red Dragon                 | SpaceX / NASA | 2020       | mòdul de descens                                             | programat | Primer mòdul de descens privat a Mart                             |        | [ 41 ]        |
| Mars 2022 orbiter          | Mars 2022 orbiter          | NASA          | 2022       | orbitador                                                    | programat | enllaços de comunicacions per làser, mapatge d'alta resolució     |        | [ 42 ]        |
| Mars Sample Return Mission | Mars Sample Return Mission | NASA / ESA    | 2024?      | orbitador, mòdul de descens, astromòbil, i retorn de mostres | en estudi |                                                                   |        | [ 43 ] [ 44 ] |

### Sondes aPhobos
| Nau espacial | Nau espacial | Organització | Data                               | Tipus                  | Estat | Notes                                                                                      | Imatge   | Ref       |
| ------------ | ------------ | ------------ | ---------------------------------- | ---------------------- | ----- | ------------------------------------------------------------------------------------------ | -------- | --------- |
| Phobos 1     | Phobos 1     | URSS         | 7 de juliol de 1988 (llançament)   | sobrevol               | error | es va perdre contacte en el camí a Mart                                                    | Phobos 1 | 1988-058A |
|              | DAS          | URSS         | 2 de setembre de 1988              | mòdul de descens fix   | error | mai desplegat                                                                              |          |           |
| Phobos 2     | Phobos 2     | URSS         | 27 de març 1989 (contacte perdut)  | sobrevol               | error | va assolir l'òrbita de Mart;pèrdua de contacte abans del desplegament del mòdul de descens | Phobos 1 | 1988-059A |
|              | DAS          | URSS         | 27 de març de 1989                 | mòdul de descens fix   | error | mai desplegat                                                                              |          |           |
|              | "Frog"       | URSS         | 27 de març de 1989                 | mòdul de descens mòbil | error | mai desplegat                                                                              |          |           |
| Fobos-Grunt  | Fobos-Grunt  | RKA          | 8 de novembre de 2011 (llançament) | recull de mostres      | error | no va poder escapar de l'òrbita de la Terra; llançat amb l'orbitador marcià Yinghuo-1      |          | 2011-065A |

## Sondes aCeres
| Nau espacial | Nau espacial | Organització | Data         | Tipus     | Estat   | Notes                                                                                        | Imatge | Ref       |
| ------------ | ------------ | ------------ | ------------ | --------- | ------- | -------------------------------------------------------------------------------------------- | ------ | --------- |
| Dawn         | Dawn         | NASA         | 6 mar 2015 – | orbitador | reeixit | primera nau espacial en orbitar dos cossos celestes diferents; anteriorment va visitar Vesta | Dawn   | 2007-043A |

## Sondes d'asteroides
| Objectiu             | Nau espacial   | Nau espacial   | Organització                 | Data                                         | Tipus                                       | Estat        | Notes | Imatge                    | Ref       |
| -------------------- | -------------- | -------------- | ---------------------------- | -------------------------------------------- | ------------------------------------------- | ------------ | --- | ------------------------- | --------- |
| 951 Gaspra           | Galileo        | Galileo        | NASA                         | 29 d'octubre de 1991                         | sobrevol                                    | reeixit      | en ruta cap a Júpiter; distància mínima de 1900 km | Galileo                   | [ 46 ]    |
| 243 Ida              | Galileo        | Galileo        | NASA                         | 28 d'agost de 1993                           | sobrevol                                    | reeixit      | en ruta cap a Júpiter; distància mínima de 2400 km; descobriment del primer asteroide satèl·lit Dactyl                                                      | Galileo                   | [ 46 ]    |
| 1620 Geographos      | Clementine     | Clementine     | BMDO/ NASA                   | 1994                                         | sobrevol                                    | error        | sobrevol cancel·lat a causa del mal funcionament de l'equip                                                                                                 | Clementine                | 1994-004A |
| 253 Mathilde         | NEAR Shoemaker | NEAR Shoemaker | NASA                         | 27 de juny de 1997                           | sobrevol                                    | reeixit      | va volar a 1200 km de 253 Mathilde en ruta a 433 Eros | NEAR Shoemaker            | 1996-008A |
| 433 Eros             | NEAR Shoemaker | NEAR Shoemaker | NASA                         | Gener de 1999                                | orbitador                                   | error        | es va convertir en sobrevol a causa de problemes de programari i comunicacions (un intent posterior d'inserció en òrbita va tenir èxit, vegeu més endavant) | NEAR Shoemaker            | 1996-008A |
| 9969 Braille         | Deep Space 1   | Deep Space 1   | NASA                         | 29 de juliol de 1999                         | sobrevol                                    | èxit parcial | no hi ha imatges en primer pla a causa d'un error de la càmera apuntadora; va anar a visitar el cometa 19P/Borrelly                                         | Deep Space 1              | 1998-061A |
| 2685 Masursky        | Cassini        | Cassini        | NASA/ ESA/ ASI               | 23 de gener de 2000                          | sobrevol distant                            | reeixit      | en ruta a Saturn | Cassini                   | 1997-061A |
| 433 Eros             | NEAR Shoemaker | NEAR Shoemaker | NASA                         | Febrer del 2000 – Febrer del 2001            | orbitador, va esdevenir un mòdul de descens | reeixit      | aterratge improvisat per l'orbitador al final de la missió                                                                                                  | NEAR Shoemaker            | 1996-008A |
| 5535 Annefrank       | Stardust       | Stardust       | NASA                         | 2 de novembre de 2002                        | sobrevol distant                            | reeixit      | va anar a visitar el cometa 81P/Wild | Stardust(primera passada) | 1999-003A |
| 25143 Itokawa        | Hayabusa       | Hayabusa       | ISAS                         | 2005–07                                      | recull de mostres                           | reeixit      | va aterrar a Itokawa en el 2005 i va tornar a la Terra al 2010                                                                                              | Hayabusa                  | 2003-019A |
| 25143 Itokawa        |                | MINERVA        | ISAS                         | 12 de novembre de 2005                       | tremuja                                     | error        | va perdre l'objectiu |                           | 2003-019A |
| 132524 APL           | New Horizons   | New Horizons   | NASA                         | Juny del 2006                                | sobrevol distant                            | reeixit      | en ruta a Plutó |                           | 2006-001A |
| 2867 Šteins          | Rosetta        | Rosetta        | ESA                          | 5 de setembre de 2008                        | sobrevol                                    | reeixit      | en ruta al cometa 67P/Txuriúmov-Herassimenko | Rosetta(primera passada)  | 2004-006A |
| (21) Lutècia         | Rosetta        | Rosetta        | ESA                          | 11 de juliol de 2010                         | sobrevol                                    | reeixit      | en ruta al cometa 67P/Txuriúmov-Herassimenko | Rosetta(primera passada)  | 2004-006A |
| 4 Vesta              | Dawn           | Dawn           | NASA                         | 16 de juliol de 2011 – 5 de setembre de 2012 | orbitador                                   | reeixit      | primera nau espacial en orbitar dos cossos celestes diferents; ara en òrbita de Ceres                                                                       | Dawn                      | 2007-043A |
| 4179 Toutatis        | Chang'e 2      | Chang'e 2      | CNSA                         | 13 de desembre de 2012                       | sobrevol                                    | reeixit      | |                           | 2010-050A |
| 2000 DP107           | PROCYON        | PROCYON        | Universitat de Tòquio / JAXA | 12 mai 2016                                  | sobrevol                                    | error        | va ser llançat amb el Hayabusa 2 el 2014; la missió va ser abandonada després d'una fallada del propulsor d'ions                                            |                           | 2014-076D |
| 162173 Ryugu         | Hayabusa 2     | Hayabusa 2     | JAXA                         | Juliol de 2018                               | retorn de mostres                           | en ruta      | inserció orbital el 2018, captura de mostres el 2019, retorn a la Terra el 2020                                                                             |                           | 2014-076A |
| 162173 Ryugu         |                | Minerva II-1A  | JAXA                         | 2018                                         | saltador                                    | en ruta      | |                           | 2014-076A |
| 162173 Ryugu         |                | Minerva II-1B  | JAXA                         | 2018                                         | saltador                                    | en ruta      | |                           | 2014-076A |
| 162173 Ryugu         |                | Minerva II-2   | JAXA                         | 2018                                         | saltador                                    | en ruta      | |                           | 2014-076A |
| 162173 Ryugu         |                | MASCOT         | DLR/ CNES                    | 2018                                         | mòdul de descens mòbil                      | en ruta      | |                           | 2014-076A |
| 101955 Bennu         | OSIRIS-REx     | OSIRIS-REx     | NASA                         | Agost de 2018                                | retorn de mostres                           | en ruta      | inserció orbital el 2018, captura de mostres el 2020, retorn a la Terra el 2023                                                                             |                           | 2016-055A |
| 52246 Donaldjohanson | Lucy           | Lucy           | NASA                         | 2021 (llançament) Abril 2025 (sobrevol)      | sobrevol                                    | programat    | Seleccionat per la missió #13 del Programa Discovery de la NASA, sobrevol d'asteroide en el cinturó principal en ruta als troians de Júpiter                |                           | [ 49 ]    |
| (16) Psique          | Psyche         | Psyche         | NASA                         | 2022 (llançament) 2026 (arribada)            | orbitador                                   | programat    | Seleccionat per la missió #14 del Programa Discovery de la NASA                                                                                             |                           | [ 49 ]    |
| 3548 Eurybates       | Lucy           | Lucy           | NASA                         | Agost 2027                                   | sobrevol                                    | programat    | First flyby of a Jupiter trojan |                           | [ 49 ]    |
| 15094 Polymele       | Lucy           | Lucy           | NASA                         | Setembre 2027                                | sobrevol                                    | programat    | |                           | [ 49 ]    |
| 11351 Leucus         | Lucy           | Lucy           | NASA                         | Abril 2028                                   | sobrevol                                    | programat    | |                           | [ 49 ]    |
| 21900 Orus           | Lucy           | Lucy           | NASA                         | Novembre 2028                                | sobrevol                                    | programat    | |                           | [ 49 ]    |
| Pàtrocle i Menoetius | Lucy           | Lucy           | NASA                         | Març 2033                                    | sobrevol                                    | programat    | Primer sobrevol d'un troià de Júpiter del Camp de Troians                                                                                                   |                           | [ 49 ]    |

## Sondes a Júpiter
| Nau espacial              | Nau espacial              | Organització   | Data                                           | Tipus             | Estat     | Notes | Imatge                   | Ref       |
| ------------------------- | ------------------------- | -------------- | ---------------------------------------------- | ----------------- | --------- | --- | ------------------------ | --------- |
| Pioneer 10                | Pioneer 10                | NASA           | 3 de desembre de 1973                          | sobrevol          | reeixit   | primera sonda en travessar el cinturó d'asteroides; primera sonda a Júpiter; primer objecte creat per la humanitat en una trajectòria interestel·lar; ara en les regions exteriors del sistema solar però no és contactable | Pioneer 10               | 1972-012A |
| Pioneer 11                | Pioneer 11                | NASA           | 4 de desembre de 1974                          | sobrevol          | reeixit   | va visitar Saturn | Pioneer 11               | 1973-019A |
| Voyager 1                 | Voyager 1                 | NASA           | 5 de març de 1979                              | sobrevol          | reeixit   | va visitar Saturn | Voyager 1                | 1977-084A |
| Voyager 2                 | Voyager 2                 | NASA           | 9 de juliol de 1979                            | sobrevol          | reeixit   | va visitar Saturn, Urà i Neptú | Voyager 1                | 1977-076A |
| Ulysses (primera passada) | Ulysses (primera passada) | ESA/ NASA      | Febrer de 1992                                 | sobrevol          | reeixit   | assistència gravitatòria en el camí a una inclinada òrbita heliocèntrica per a observacions polars solars | Ulysses(primera passada) | 1990-090B |
| Galileo Orbiter           | Galileo Orbiter           | NASA/ DLR      | 7 de desembre de 1995 – 21 de setembre de 2003 | orbitador         | reeixit   | També va sobrevolar diverses de les llunes de Júpiter; intencionalment va volar a Júpiter al final de la missió; primera nau en orbitar Júpiter; primera nau en sobrevolar un asteroide                                     | Galileo                  | 1989-084B |
|                           | Galileo Probe             | NASA/ DLR      | 7 de desembre de 1995                          | sonda atmosfèrica | reeixit   | primera sonda a entrar a l'atmosfera de Júpiter | Galileo Probe            | 1989-084E |
| Cassini                   | Cassini                   | NASA/ ESA/ ASI | Desembre de 2000                               | sobrevol          | reeixit   | assistència gravitatòria en ruta a Saturn | Cassini                  | 1997-061A |
| Ulysses (segona passada)  | Ulysses (segona passada)  | ESA/ NASA      | 2003–04                                        | sobrevol distant  | reeixit   | | Ulysses(primera passada) | 1990-090B |
| New Horizons              | New Horizons              | NASA           | 28 de febrer de 2007                           | sobrevol          | reeixit   | assistència gravitatòria en ruta a Plutó |                          | 2006-001A |
| Juno                      | Juno                      | NASA           | 5 d'agost de 2011 –                            | orbitador         | reeixit   | Primer orbitador de Júpiter propulsat amb energia solar, primera missió en arribar a una òrbita polar de Júpiter. |                          | 2011-040A |
| JUICE                     | JUICE                     | ESA            | 2022 (llançament)                              | orbitador         | programat | missió per estudiar les tres llunes gelades de Júpiter Cal·listo, Europa i Ganimedes, finalment orbitarà Ganimedes per convertir-se en la primera sonda en orbitar un satèl·lit natural d'un altre planeta                  |                          | [ 50 ]    |
| Europa Clipper            | Europa Clipper            | NASA           | 2020s                                          | orbitador         | en estudi | previst orbitar Júpiter i sobrevolar Europa diverses vegades |                          | [ 51 ]    |

## Sondes a Saturn
| Nau espacial | Nau espacial | Organització   | Data                                                              | Tipus     | Estat   | Notes | Imatge     | Ref       |
| ------------ | ------------ | -------------- | ----------------------------------------------------------------- | --------- | ------- | --- | ---------- | --------- |
| Pioneer 11   | Pioneer 11   | NASA           | 1 de setembre de 1979                                             | sobrevol  | reeixit | anteriorment va visitar Júpiter | Pioneer 11 | 1973-019A |
| Voyager 1    | Voyager 1    | NASA           | 12 de novembre de 1980                                            | sobrevol  | reeixit | anteriorment va visitar Júpiter | Voyager 1  | 1977-084A |
| Voyager 2    | Voyager 2    | NASA           | 5 d'agost de 1981                                                 | sobrevol  | reeixit | anteriorment va visitar Júpiter, va anar a visitar Urà i Neptú                                                                                       | Voyager 1  | 1977-076A |
| Cassini      | Cassini      | NASA/ ESA/ ASI | 1 de juliol de 2004 – 15 set 2017 (destrucció planejada a Saturn) | orbitador | reeixit | també va realitzar sobrevols de diverses llunes de Saturn, i va desplegar a Tità el mòdul de descens Huygens; primera nau espacial en orbitar Saturn | Cassini    | 1997-061A |

### Sondes aTità
| Nau espacial                | Nau espacial                | Organització | Data                | Tipus                                    | Estat     | Notes                                                                                 | Imatge | Ref       |
| --------------------------- | --------------------------- | ------------ | ------------------- | ---------------------------------------- | --------- | ------------------------------------------------------------------------------------- | ------ | --------- |
| Huygens                     | Huygens                     | ESA          | 14 de gener de 2005 | sonda atmosfèrica, mòdul de descens      | reeixit   | desplegat per la Cassini; primera sonda en aterrar en un satèl·lit d'un altre planeta |        | 1997-061C |
| Titan Saturn System Mission | Titan Saturn System Mission | ESA/ NASA    | Octubre del 2029    | orbitador, montgolfier, mòdul de descens | en estudi |                                                                                       |        |           |

## Sondes a Urà
| Nau espacial | Nau espacial | Organització | Data                | Tipus    | Estat   | Notes                                                           | Imatge    | Ref       |
| ------------ | ------------ | ------------ | ------------------- | -------- | ------- | --------------------------------------------------------------- | --------- | --------- |
| Voyager 2    | Voyager 2    | NASA         | 24 de gener de 1986 | sobrevol | reeixit | anteriorment va visitar Júpiter i Saturn; visita més tard Neptú | Voyager 1 | 1977-076A |

## Sondes a Neptú
| Nau espacial | Nau espacial | Organització | Data               | Tipus    | Estat   | Notes                                         | Imatge    | Ref       |
| ------------ | ------------ | ------------ | ------------------ | -------- | ------- | --------------------------------------------- | --------- | --------- |
| Voyager 2    | Voyager 2    | NASA         | 25 d'agost de 1989 | sobrevol | reeixit | anteriorment va visitar Júpiter, Saturn i Urà | Voyager 1 | 1977-076A |

## Sondes aPlutó
| Nau espacial | Nau espacial | Organització | Data        | Tipus    | Estat   | Notes                                                                                        | Imatge | Ref       |
| ------------ | ------------ | ------------ | ----------- | -------- | ------- | -------------------------------------------------------------------------------------------- | ------ | --------- |
| New Horizons | New Horizons | NASA         | 14 jul 2015 | sobrevol | reeixit | sobrevolarà l'objecte del cinturó de Kuiper 2014 MU69 l'1 de gener de 2019 a 43,4 UA del sol |        | 2006-001A |

## Sondes acometes
| Objectiu                     | Nau espacial                     | Nau espacial                     | Organització | Data                     | Tipus                       | Estat        | Notes | Imatge                                           | Ref       |
| ---------------------------- | -------------------------------- | -------------------------------- | ------------ | ------------------------ | --------------------------- | ------------ | --- | ------------------------------------------------ | --------- |
| 21P/Giacobini-Zinner         | ICE (anteriorment ISEE3)         | ICE (anteriorment ISEE3)         | NASA         | 11 de setembre de 1985   | sobrevol                    | reeixit      | anteriorment monitor solar ISEE3; va anar a observar el cometa Halley                                                | ISEE-3                                           | 1978-079A |
| 1P/Halley                    | Vega 1                           | Vega 1                           | SAS          | 6 de març de 1986        | sobrevol                    | reeixit      | distància mínima 8.890 km; anteriorment va visitar Venus                                                             |                                                  | 1984-125A |
| 1P/Halley                    | Suisei                           | Suisei                           | ISAS         | 8 de març de 1986        | sobrevol                    | reeixit      | 151.000 km | Suisei                                           | 1985-073A |
| 1P/Halley                    | Vega 2                           | Vega 2                           | SAS          | 9 de març de 1986        | sobrevol                    | reeixit      | distància mínima 8,890 km; anteriorment va visitar Venus                                                             |                                                  | 1984-128A |
| 1P/Halley                    | Sakigake                         | Sakigake                         | ISAS         | Març del 1986            | sobrevol distant            | èxit parcial | distància mínima 6,99 milions de km                                                                                  | Sakigake(primera passada)                        | 1985-001A |
| 1P/Halley                    | Giotto                           | Giotto                           | ESA          | 14 de març de 1986       | sobrevol                    | reeixit      | distància mínima 596 km; va anar a visitar el cometa 26P/Grigg-Skjellerup                                            |                                                  | 1985-056A |
| 1P/Halley                    | ICE (anteriorment ISEE3)         | ICE (anteriorment ISEE3)         | NASA         | 28 de març de 1986       | observacions distants       | reeixit      | distància mínima 32 milions de km; anteriorment va visitar el cometa 21P/Giacobini-Zinner                            | ISEE-3                                           | 1978-079A |
| 26P/Grigg-Skjellerup         | Giotto                           | Giotto                           | ESA          | 10 de juliol de 1992     | sobrevol                    | reeixit      | anteriorment va visitar el cometa Halley                                                                             |                                                  | 1985-056A |
| 45P/ Honda-Mrkos-Pajdusakova | Sakigake                         | Sakigake                         | ISAS         | 1996                     | sobrevol                    | error        | contacte perdut; anteriorment va visitar el cometa Halley                                                            | Sakigake(primera passada)                        | 1985-001A |
| 21P/Giacobini-Zinner         | Sakigake                         | Sakigake                         | ISAS         | 1998                     | sobrevol                    | error        | contacte perdut; anteriorment va visitar el cometa Halley                                                            | Sakigake(primera passada)                        | 1985-001A |
| 55P/Tempel-Tuttle            | Suisei                           | Suisei                           | ISAS         | 1998                     | sobrevol                    | error        | va abandonar a causa de la falta de combustible; anteriorment va visitar el cometa Halley                            | Suisei                                           | 1985-073A |
| 21P/Giacobini-Zinner         | Suisei                           | Suisei                           | ISAS         | 1998                     | sobrevol                    | error        | va abandonar a causa de la falta de combustible; anteriorment va visitar el cometa Halley                            | Suisei                                           | 1985-073A |
| 19P/Borrelly                 | Deep Space 1                     | Deep Space 1                     | NASA         | 22 de setembre de 2001   | sobrevol                    | reeixit      | anteriorment va visitar l'asteroide 9969 Braille                                                                     | Deep Space 1                                     | 1998-061A |
| 2P/Encke                     | CONTOUR                          | CONTOUR                          | NASA         | 2003                     | sobrevol                    | error        | contacte perdut poc després del llançament                                                                           | CONTOUR                                          | 2002-034A |
| 81P/Wild                     | Stardust                         | Stardust                         | NASA         | 2 de gener de 2004       | sobrevol, retorn de mostres | reeixit      | recull de mostres el gener del 2006; també va visitar l'asteroide 5535 Annefrank                                     | Stardust(primera passada)                        | 1999-003A |
| 9P/Tempel                    | Deep Impact                      | Deep Impact                      | NASA         | Juliol de 2005           | sobrevol                    | reeixit      | | Deep Impact (reanomenat EPOXI) (primera passada) | 2005-001A |
| 9P/Tempel                    |                                  | Impactador                       | NASA         | 4 de juiol de 2005       | impactador                  | reeixit      | |                                                  | 2005-001A |
| 73P/ Schwassmann-Wachmann    | CONTOUR                          | CONTOUR                          | NASA         | 2006                     | sobrevol                    | error        | contacte perdut poc després del llançament                                                                           | CONTOUR                                          | 2002-034A |
| 6P/d'Arrest                  | CONTOUR                          | CONTOUR                          | NASA         | 2008                     | sobrevol                    | error        | contacte perdut poc després del llançament                                                                           | CONTOUR                                          | 2002-034A |
| 103P/Hartley                 | Deep Impact (reanomenat a EPOXI) | Deep Impact (reanomenat a EPOXI) | NASA         | 4 de novembre de 2010    | sobrevol                    | reeixit      | ampliació de la missió (va canviat d'objectiu del cometa Boethin)                                                    | Deep Impact (reanomenat EPOXI) (primera passada) | 2005-001A |
| 9P/Tempel                    | Stardust (reanomenat a NExT)     | Stardust (reanomenat a NExT)     | NASA         | 14 de febrer de 2011     | sobrevol                    | reeixit      | Ampliació de missió                                                                                                  | Stardust(primera passada)                        | 1999-003A |
| 67P/Txuriúmov-Herassimenko   | Rosetta                          | Rosetta                          | ESA          | 6 ago 2014 – 30 set 2016 | orbitador                   | reeixit      | sobrevols dels asteroides 2867 Šteins i (21) Lutècia finalitzats; va impactar intencionadament al final de la missió | Rosetta(primera passada)                         | 2004-006A |
| 67P/Txuriúmov-Herassimenko   |                                  | Philae                           | ESA          | 12 nov 2014 – 9 jul 2015 | mòdul de descens            | reeixit      | |                                                  | 2004-006C |

## Sondes delCinturó de Kuiper
| Destinació | Nau espacial | Nau espacial | Organització | Data       | Tipus    | Estat   | Notes                                                                                   | Imatge | Ref       |
| ---------- | ------------ | ------------ | ------------ | ---------- | -------- | ------- | --------------------------------------------------------------------------------------- | ------ | --------- |
| 2014 MU69  | New Horizons | New Horizons | NASA         | 1 gen 2019 | sobrevol | en ruta | missió ampliada per explorar objectes del cinturó de Kuiper aprovada el juliol de 2016. |        | 2006-001A |

## Sondes sortint del sistema solar
| Nau espacial | Organització | Notes | Imatge     | Ref       |
| ------------ | ------------ | --- | ---------- | --------- |
| Pioneer 10   | NASA         | Va passar de Júpiter el desembre de 1973. La missió va acabar el març de 1997. Es va perdre el contacte el 23 de gener de 2003. Es dona la nau per perduda; cap intent de contacte addicional previst. | Pioneer 10 | 1972-012A |
| Pioneer 11   | NASA         | Va passar Saturn el setembre de 1979. Es va perdre el contacte el setembre de 1995. L'antena de la nau no es pot maniobrar per apuntar a la Terra, i no se sap si encara s'està transmetent. No hi ha intents de contacte addicionals previstos.                                                                | Pioneer 11 | 1973-019A |
| Voyager 1    | NASA         | Va deixar Saturn el novembre de 1980. Encara és en contacte regular i transmet dades científiques (en el desembre de 2014). S'espera que es mantingui el contacte fins almenys el 2020. | Voyager 1  | 1977-084A |
| Voyager 2    | NASA         | Va deixar Neptú a l'agost de 1989. Encara és en contacte regular i transmet dades científiques (en el desembre de 2014). S'espera que es mantingui el contacte fins almenys el 2020. | Voyager 1  | 1977-076A |
| New Horizons | NASA         | Actualment en ruta en direcció fora el sistema solar. S'espera que arribi a Plutó el juliol de 2015. Va partir de Plutó el 14 de juliol de 2015; la missió de Plutó va durar fins principis de 2016, sobrevolarà l'objecte del Cinturó de Kuiper 2014 MU69 l'1 de gener de 2019 quan estigui a 43,4 UA del sol. |            | 2006-001A |

## Altres sondes sortint de l'òrbita terrestre
Per completar, aquesta secció s'enumeren les sondes que han deixat (o deixaran) l'òrbita de la Terra, però no estan dirigits a qualsevol dels cossos esmentats anteriorment.
| Nau espacial               | Nau espacial               | Organització                   | Data                                                                     | Ubicació                                             | Estat                  | Notes | Imatge                     | Ref       |
| -------------------------- | -------------------------- | ------------------------------ | ------------------------------------------------------------------------ | ---------------------------------------------------- | ---------------------- | --- | -------------------------- | --------- |
| WMAP                       | WMAP                       | NASA                           | 30 de juny de 2001 (llançament) – a l'octubre de 2010 (final)            | Punt L2 Sol-Terra                                    | reeixit                | observacions de radiació còsmica de fons; enviat a l'òrbita cementiri després de 9 anys d'ús.              | WMAP                       | 2001-027A |
| Spitzer Space Telescope    | Spitzer Space Telescope    | NASA                           | 25 d'agost de 2003 (llançament) – encara actiu (fins a desembre de 2010) | òrbita heliocèntrica en zona terrestre               | reeixit                | astronomia infraroja                                                                                       |                            | 2003-038A |
| Chang'e 2                  | Chang'e 2                  | CNSA                           | 25 d'agost de 2011 (arribada) al 15 d'abril 2012 (final)                 | Punt L2 Sol-Terra                                    | reeixit                | Va sortir del punt el 15 d'abril de 2012, va visitar l'asteroide 4179 Toutatis.                            |                            | 2010-050A |
| Kepler                     | Kepler                     | NASA                           | 6 de març de 2009 (llançament)                                           | òrbita heliocèntrica en zona terrestre               | operacional            | recerca de planetes extrasolars                                                                            | Kepler                     | 2009-011A |
| Herschel Space Observatory | Herschel Space Observatory | ESA                            | 14 de maig de 2009 (llançament)                                          | Òrbita de Lissajous al voltant del punt L2 Sol-Terra | finalitzat             | estudi de la formació i evolució de galàxies i estrelles                                                   | Herschel Space Observatory | 2009-026A |
| Planck                     | Planck                     | ESA                            | 14 de maig de 2009 (llançament)                                          | Òrbita de Lissajous al voltant del punt L2 Sol-Terra | finalitzat (2009-2013) | observacions de radiació de microones còsmic de fons                                                       |                            | 2009-026B |
| IKAROS                     | IKAROS                     | JAXA                           | 20 de maig de 2010 (llançament)                                          | òrbita de heliocèntrica de transferència Terra-Venus | operacional            | desenvolupament tecnològic de vela solar / exploració espacial interplanetària                             | IKAROS                     | 2010-020E |
| Shin'en (UNITEC-1)         | Shin'en (UNITEC-1)         | UNISEC                         | 20 de maig de 2010 (llançament)                                          | òrbita de heliocèntrica de transferència Terra-Venus | error                  | desenvolupament tecnològic; contacte perdut poc després del llançament                                     |                            | 2010-020F |
| Gaia                       | Gaia                       | ESA                            | 19 des 2013 (llançament)                                                 | Òrbita de Lissajous al voltant del punt L2 Sol-Terra | programat              | missió d'astrometria per mesurar la posició i moviment d'1 bilió d'estrelles                               |                            | 2013-074A |
| Shin'en 2                  | Shin'en 2                  | Kyushu Institute of Technology | 3 des 2014 (llançament)                                                  | òrbita heliocèntrica                                 | reeixit                | satèl·lit de ràdio amateur / prova de materials                                                            |                            | 2014-076B |
| ARTSAT2:DESPATCH           | ARTSAT2:DESPATCH           | Tama Art University            | 3 des 2014 (llançament)                                                  | òrbita heliocèntrica                                 | reeixit                | obres d'art en espai profund / satèl·lit de ràdio amateur                                                  |                            | 2014-076C |
| LISA Pathfinder            | LISA Pathfinder            | ESA                            | 3 des 2015 (llançament)                                                  | Òrbita de halo al voltant del punt L1 Sol-Terra      | reeixit                | missió de proves per l'observatori d'ones gravitatòries LISA                                               |                            | 2015-070A |
| James Webb Space Telescope | James Webb Space Telescope | NASA ESA CSA                   | Octubre 2018 (llançament)                                                | Punt L2 Sol-Terra                                    | programat              | astronomia infraroja                                                                                       | James Webb Space Telescope | [ 62 ]    |
| Euclid                     | Euclid                     | ESA                            | Q4, 2020 (llançament)                                                    | Òrbita de halo al voltant del punt L2 Sol-Terra      | programat              | mesura la taxa d'expansió de l'univers a través del temps per entendre millor l'energia i la matèria fosca |                            | [ 64 ]    |

## Sondes i missions cancel·lades
| Objectiu          | Nau espacial                        | Nau espacial                        | Organització | Data | Tipus                  | Estat          | Notes                                                                            | Imatge                          | Ref       |
| ----------------- | ----------------------------------- | ----------------------------------- | ------------ | ---- | ---------------------- | -------------- | -------------------------------------------------------------------------------- | ------------------------------- | --------- |
| Mercuri           | BepiColombo Mercury Surface Element | BepiColombo Mercury Surface Element | ESA          |      | mòdul de descens       | cancel·lat     |                                                                                  |                                 |           |
| Lluna             | LUNAR-A                             | LUNAR-A                             | JAXA         |      | orbitador, penetradors | cancel·lat     | prevista inicialment per al 1995, es va cancel·lar el 2007                       |                                 | [ 65 ]    |
| Mart              | Mars Surveyor 2001 Lander           | Mars Surveyor 2001 Lander           | NASA         | 2001 | mòdul de descens       | cancel·lat     |                                                                                  | Mars Surveyor Lander            | [ 66 ]    |
| Mart              | Beagle 2: Evolution                 | Beagle 2: Evolution                 | Regne Unit   | 2004 | mòdul de descens       | cancel·lat     |                                                                                  |                                 |           |
| Mart              | NetLander                           | NetLander                           | CNES/ ESA    |      | mòdul de descens       | cancel·lat     |                                                                                  |                                 | [ 67 ]    |
| Mart              | Mars Telecommunications Orbiter     | Mars Telecommunications Orbiter     | NASA         | 2010 | orbitador              | cancel·lat     | La missió es podria complir amb la proposta Mars 2022 orbiter                    | Mars Telecommunications Orbiter |           |
| Phobos            | Aladdin                             | Aladdin                             | NASA         |      | recull de mostres      | no seleccionat |                                                                                  |                                 | [ 68 ]    |
| Europa            | Europa Orbiter                      | Europa Orbiter                      | NASA         |      | orbitador              | cancel·lat     |                                                                                  |                                 | [ 69 ]    |
| Europa            | Jupiter Icy Moons Orbiter           | Jupiter Icy Moons Orbiter           | NASA         |      | orbitador              | cancel·lat     |                                                                                  | Jupiter Icy Moons Orbiter       | [ 70 ]    |
| Ganimedes         | Jupiter Icy Moons Orbiter           | Jupiter Icy Moons Orbiter           | NASA         |      | orbitador              | cancel·lat     |                                                                                  | Jupiter Icy Moons Orbiter       | [ 70 ]    |
| Cal·listo         | Jupiter Icy Moons Orbiter           | Jupiter Icy Moons Orbiter           | NASA         |      | orbitador              | cancel·lat     |                                                                                  | Jupiter Icy Moons Orbiter       | [ 70 ]    |
| Plutó             | Pluto Fast Flyby                    | Pluto Fast Flyby                    | NASA         | 2010 | sobrevol               | cancel·lat     | Es va reproposar com a Pluto Kuiper Express, però ara conegut com a New Horizons |                                 |           |
| Plutó             | Pluto Kuiper Express                | Pluto Kuiper Express                | NASA         | 2012 | sobrevol               | cancel·lat     | Ara conegut com a New Horizons                                                   | Pluto Kuiper Express            | [ 71 ]    |
| 4660 Nereus       | Hayabusa                            | Hayabusa                            | ISAS         |      | recull de mostres      | cancel·lat     | desviat a 25143 Itokawa                                                          | Hayabusa                        | 2003-019A |
| 3840 Mimistrobell | Rosetta                             | Rosetta                             | ESA          | 2006 | sobrevol               | cancel·lat     | desviat                                                                          | Rosetta(primera passada)        | 2004-006A |
| 4979 Otawara      | Rosetta                             | Rosetta                             | ESA          | 2006 | sobrevol               | cancel·lat     | desviat                                                                          | Rosetta(primera passada)        | 2004-006A |
| 4660 Nereus       | Near Earth Asteroid Prospector      | Near Earth Asteroid Prospector      | SpaceDev     |      | recull de mostres      | cancel·lat     |                                                                                  |                                 |           |
| 46P/Wirtanen      | Rosetta                             | Rosetta                             | ESA          | 2011 | orbitador              | cancel·lat     | desviat a 67P/Txuriúmov-Herassimenko                                             | Rosetta(primera passada)        | 2004-006A |